# Fiasco (romanzo)
Fiasco (in ungherese A kudarc) è un romanzo pubblicato nel 1988 in prima edizione ungherese e nel 2003 in prima edizione italiana dallo scrittore ungherese Imre Kertész, sopravvissuto ai campi di sterminio nazisti e Premio Nobel per la letteratura nel 2002.

## Storia
Fiasco è un romanzo di Imre Kertész pubblicato in Italia dopo il Premio Nobel per la letteratura assegnato nel 2002 al suo autore Imre Kertész per il suo lavoro. Ebbe notorietà internazionale dopo il suo Essere senza destino pubblicato solo nel 1975 e dopo il Premio Nobel anche gli altri suoi testi ebbero larga diffusione internazionale. Dopo Fiasco in Italia uscirono, tra gli altri Kaddish per il bambino non nato, Il vessillo britannico, Liquidazione, oltre a numerosi saggi. 
Si tratta del secondo volume di una trilogia dedicata all'olocausto nazista.

## Descrizione
I temi trattati da Fiasco sono diversi e tutti legati al bisogno di libertà dalla dittatura, tra questi la censura e la repressione comunista in Ungheria, il totalitarismo e il ricordo del periodo trascorso nel campo di sterminio nazista. L'autore rifiuta di abbandonare la sua volontà individuale ma la fonde con l'identità collettiva. Descrive quasi in modo distaccato la crudeltà umana senza esprimere giudizi di valore né sentirsi moralmente indignato. Mantiene la fiducia nell'umanità e sa raccontare le atrocità subite e viste ad Auschwitz.
Il protagonista è Köves György che, nonostante sia soggetto ad un regime dittatoriale comunista, ha il coraggio di cercare l'identità collettiva e libera. La vicinanza alla morte gli ha fatto comprendere la bellezza della vita, che non è mai stata così bella come in quel momento.

## Commenti e critiche
Kertész descrive una sorta di dolorosa paralisi, il rifiuto è quello dello scrittore che non si arrende e riprende in mano la penna. Mostra sofferenza, lucidità, ironia, rifiuto di ogni totalitarismo, ed è questo è il valore universale della sua arte. L'autore ha cominciato a scrivere non per fare lo scrittore ma per comprendere un passato immutabile, e di conseguenza è diventato involontariamente uno scrittore che ora si sente obbligato a continuare a scrivere anche se è consapevole che scrivere non rende la vita più facile e vivere non rende scrivere più facile.

## Edizioni

### Edizione originale
- (HU) Imre Kertész, A kudarc: regény, Budapest, Szépirodalmi Könyvkiadó, 1988, OCLC 21748726.

### Edizione italiana
- Imre Kertész, Fiasco, traduzione di Antonio Sciacovelli, Milano, Feltrinelli, 2003, OCLC 799205679.

### Edizioni in altre lingue
- (DE) Imre Kertész, Fiasko: Roman, traduzione di György Buda, Agnes Relle, Berlin, Rowohlt, 1999, OCLC 53008693.
- (NL) Imre Kertész, Het fiasco: roman, traduzione di Henry Kammer, Amsterdam, Leuven, Van Gennep; Van Halewyck, 1999, OCLC 67817704.
- (FR) Imre Kertész, Le refus: roman, Arles, Actes Sud, 2001, OCLC 51492129.
- (PL) Imre Kertész, Fiasko, traduzione di Elżbieta Cygielska-Guttman, Warszawa, W.A.B., 2003, OCLC 69545495.
- (ES) Imre Kertész, Fiasco, Barcelona, Acantilado, 2003, OCLC 433044753.
- (PT) Imre Kertész, A recusa, traduzione di Ernesto Rodrigues, Lisboa, Editorial Presença, 2003, OCLC 54346202.
- (HE) Imre Kertész, פיאסקו / Fiʼasḳo, traduzione di Mordekhai Barkai, Or Yehuda, Maḥberot le-sifrut, 2005, OCLC 85842739.
- (EN) Imre Kertész, Fiasco, traduzione di Tim Wilkinson, Brooklyn, N.Y., Melville House, 2011, OCLC 646113547.